# Смит, Дэн
Дэниел Кэмпбелл Смит (англ. Daniel Campbell Smith; род. 14 июля 1986 года, Лондон, Англия, Великобритания) — британский певец, автор песен и музыкальный продюсер, наиболее известный как основатель, вокалист и основной автор песен британской поп-рок группы Bastille. Группа была основана в 2010 году и обрела популярность в 2013 году, когда вышла песня «Pompeii» с их альбома Bad Blood.

## Биография
Дэниел Кэмпбелл Смит родился 14 июля 1986 года в Лондоне. Учился в школе Кингс-колледжа в Уимблдоне ([Лондон]]), а также в Лидсском университете, Западный Йоркшир, где он получил степень по английскому языку и литературе, а также писал о кино и музыке для студенческой газеты Лидса. Будучи одержимым кино с юных лет, он изначально хотел стать режиссёром или монтажером, пока не признал, что он «скорее любитель, чем кинематографист».
В пятнадцать лет Смит начал писать песни на фортепиано и на своём ноутбуке в своей спальне, но держал свою музыку в секрете от друзей и семьи, пока в 2007 году друг не убедил его принять участие в конкурсе Leeds Bright Young Things, где он в итоге стал финалистом. Среди его ранних записей — «Alchemy», «Words Are Words», «Irreverence» и «Dictator». Смит не добился большого успеха в сольной карьере, но продолжал писать песни как в одиночку, так и со своим близким другом и соседом по комнате Ральфом Пелльюмонтером из группы To Kill a King. Они создали побочный проект под названием Annie Oakley Hanging, который Пелльюмонтер охарактеризовал как «ковбойский».
Смит говорил[когда?][где?], что на его ранние работы повлияла Регина Спектор.
После окончания учёбы Смит вернулся в Лондон, где продолжил сольную карьеру и в конце концов создал группу Bastille вместе с Крисом Вудом, Кайлом Симмонсом и Уиллом Фаркуарсоном.
В 2013 году группа выпустила альбом Bad Blood, за которым последовали Wild World (2016), Doom Days (2019), Give Me the Future (2022) и «&» (амперсанд) (2024).
По признанию самого Смита, большое влияние на его творчество оказали фильмы Дэвида Линча, а сериал «Твин Пикс» вдохновил его на написание одной из первых записанных песен «Laura Palmer» и первого сингла Bastille на Virgin Records «Overjoyed».
В 2014 году Дэн Смит принял участие в благотворительном сингле Band Aid «Do They Know It’s Christmas?».
В 2015 году Смит выступил в качестве вокалиста в песне «La Lune», спродюсированной и написанной французским электронным музыкантом Madeon для его альбома Adventure 2015 года. В том же году Смит стал соавтором и вокалистом песни «Better Love» певицы Foxes, которая была выпущена 4 сентября 2015 года.
В 2017 году он принял участие в благотворительном концерте «Башня Гренфелл» с песней «Bridge Over Troubled Water».
Смит снялся в клипе на сингл Charli XCX «Boys», который вышел 26 июля 2017 года.
В декабре 2017 года он принял участие в программе ITV The Nation’s Favorite, в которой определялась любимая народом песня Элтона Джона.
На церемонии вручения премии Brit Awards в 2019 году Смит исполнил дуэтом с американской исполнительницей Пинк её песню «Just Give Me a Reason» в рамках своего выступления.
В ноябре 2019 года кавер-версия песни REO Speedwagon «Can’t Fight This Feeling» в исполнении Смита была использована в рождественской рекламе John Lewis & Partners 2019 года.
В мае 2024 года организация Greenpeace пригласила его в путешествие в Саргассово море на их корабле Arctic Sunrise, чтобы узнать о кампании по защите этого региона и привлечь к ней внимание. Именно там он и оператор Тавиш Кэмпбелл сняли клип на песню «Intros & Narrators», первый трек из проекта под названием «Bastille Presents „&“, Part One».

## Личная жизнь
Смит пишет и аранжирует некоторые песни Bastille, помимо ремиксов и кавер-версий, а также работал с другом Марком Крю над продюсированием Bad Blood и Wild World. Он играет на фортепиано, клавишных, ударных и мелодике. Его оригинальное пианино «Dan Smith Piano» было украдено в 2010 году. Родители Смита — южноафриканские юристы, которые познакомились в университете.
Во время пандемии COVID-19 в 2020 году Смит исполнял музыку в прямом эфире в Instagram, а также основал киноклуб под названием «Distraction Tactics», вдохновлённый разными странами мира; каждую неделю клуб посещает новую страну и смотрит новый фильм. Его цель — отвлечь и порадовать тех, кто нуждается в отдыхе от социального дистанцирования и изоляции.

## Написание песен
| Год  | Исполнитель          | Альбом                              | Песня                                    | В соавторстве с |
| ---- | -------------------- | ----------------------------------- | ---------------------------------------- | --- |
| 2010 | Габриэлла Чилми      | Ten                                 | «Robots»                                 | Gabriella Cilmi, George Astasio, Jason Pebworth, Jonathan Shave |
| 2010 | Габриэлла Чилми      | Ten                                 | «Sucker for Love»                        | Gabriella Cilmi, George Astasio, Jason Pebworth, Jonathan Shave |
| 2010 | Олли Мерс            | Olly Murs                           | «Love Shine Down» (при участии Jessie J) | Oliver Murs, Edward Christopher Sheeran, George Astasio, Jason Pebworth, Jonathan Shave                                                                                           |
| 2013 | To Kill a King       | Cannibals with Cutlery              | «Choices»                                | Ralph Pelleymounter |
| 2014 | Дэн Кролл            | Sweet Disarray                      | «Wanna Know»                             | Daniel Croll, George Astasio, Jason Pebworth, Jonathan Shave |
| 2014 | Rag’n’Bone Man       | Wolves EP                           | «Lay My Body Down»                       | Rory Graham, Daniel Priddy, Mark Crew |
| 2015 | Foxes                | All I Need                          | «Better Love»                            | Louise Rose Allen, Jonathan Harris |
| 2015 | Madeon               | Adventure                           | «La Lune»                                | Hugo Pierre Leclercq |
| 2016 | Крис Стайлз          | Who Is EP                           | «Who Is»                                 | Christopher Allen |
| 2016 | Крис Стайлз          | Who Is EP                           | «Night Shift»                            | Christopher Allen |
| 2016 | Banners              | Внеальбомный сингл                  | «Half Light»                             | Justin Parker |
| 2017 | Rag’n’Bone Man       | Human                               | «Your Way or the Rope»                   | Rory Graham, Jamie Lidderdale, Lindsey Rome, Mark Crew |
| 2017 | Крис Стайлз          | Внеальбомный сингл                  | «The Gospel»                             | Christopher Allen, Michael Donaldson |
| 2017 | Rationale            | Rationale                           | «Into the Blue»                          | Tinashe Fazakerley, Daniel Priddy, Emily Schwartz, Mark Crew |
| 2018 | Кара Марни           | Love Just Ain’t Enough EP           | «Curve»                                  | Antonia Karamarni, Buddy Buie, George Astasio, Harry Middlebrooks Jr., James Cobb Jr., Jason Pebworth, Jonathan Shave, Michael Shapiro, Talay Riley                               |
| 2018 | Джеймс Артур         | Внеальбомный сингл                  | «At My Weakest»                          | James Arthur, Mark Crew |
| 2018 | Кара Марни           | Внеальбомный сингл                  | «Move»                                   | Antonia Karamarni, Jessica Karpov, George Astasio, Jason Pebworth, Jonathan Shave                                                                                                 |
| 2018 | Marshmello           | Внеальбомный сингл                  | «Happier» (Marshmello с BASTILLE)        | Christopher Comstock, Steve Mac |
| 2019 | Gryffin              | Gravity                             | «Hurt People» (с Aloe Blacc)             | Daniel Griffith, Corey Saunders, Matthew Holmes, Philip Leigh |
| 2019 | The Modern Strangers | Visions EP                          | «Visions»                                | Maxwell Davenport, Archibald Davenport, George Astasio, Jason Pebworth, Jonathan Shave                                                                                            |
| 2019 | Moss Kena            | Внеальбомный сингл                  | «Begging»                                | Moss Kena, Daniel Priddy, Mark Crew |
| 2020 | Том Греннан          | Evening Road                        | «This Is The Place»                      | Tom Grennan, Sarah Elizabeth Blanchard, Daniel Boyle, David Straaf, Richard Boardman                                                                                              |
| 2020 | Love Fame Tragedy    | Five Songs To Briefly Fill The Void | «Multiply» (с Джек Ривер)                | Matthew Murphy, Mark Crew |
| 2020 | Кэйлин Руссо         | The Drama                           | «Sicko»                                  | Cailin Russo, Daniel John Montagu Smith, George Astasio, Jason Pebworth, Jonathan Shave, Miranda Cooper                                                                           |
| 2021 | Clean Bandit         | Внеальбомный сингл                  | «Higher» (при участии Iann Dior)         | Jack Patterson, Michael Olmo, Mark Ralph |
| 2022 | Logic                | Vinyl Days                          | «Bleed It»                               | Sir Robert Bryson Hall, Adam Keefe Horovitz, Adam Nathaniel Yauch, Arjun Ivatury, Barbara Patkova, Jack Yglesias, Jake Ferguson, Michael Louis Diamond, Malcolm Catto, Raven Bush |